# Escândalo Coroa-Brastel
O Escândalo Coroa-Brastel foi um caso aberto pela Justiça em 1985 contra o empresário Assis Paim Cunha e os ministros Delfim Neto (Planejamento) e Ernane Galvêas (Fazenda).
Os ex-ministros foram acusados de desviar recursos governamentais na forma de empréstimo da Caixa Econômica Federal ao empresário em 1981.
Paim foi um dos homens mais ricos e influentes do Brasil nas décadas de 1970 e 1980, dono de um império que faturava US$ 1 bilhão por ano. 
Seu império ruiu sob intervenção do Banco Central, que decretou liquidação extrajudicial do grupo Coroa-Brastel em 1983. 
O processo foi concluído em 2001, e Paim recebeu R$ 100 mil.